# Публій Корнелій Лентул Кавдін (претор)
Публій Корнелій Лентул Кавдін (лат. Publius Cornelius Lentulus Caudinus, 238 до н. е. —після 188 до н. е.) — військовий та політичний діяч Римської республіки.

## Життєпис
Походив з патриціанського роду Корнеліїв Лентулів. Син Луція Лентула Кавдіна, консула 237 року до н. е. У 209 році до н. е. служив під командуванням Публія Сципіона в Іспанії і виступав третейським суддею в суперечці легіонерів про нагороди. Залишався там до 206 року до н. е. і заочно був обраний курульним еділом на 205 рік до н. е.
У 203 році до н. е. стає претором. Того ж року керував Сардинією. Під час цього надав 2000 легіонерів для флоту і харч для війська Сципіона в Африці. У 202 році до н. е. продовжував керувати Сардинією на посаді пропретора. Після битви при Замі у 201 році до н. е. привів до м. Утіка військовий і вантажний флот для підкріплення армії Сципіона.
У 196 році до н. е. входив до складу десяти легатів, спрямованих для надання допомоги Фламініну при виробленні умов миру з македонським царем Філіппом V. Після завершення перемовин в Істмі оголосив жителів Баргіліі вільними, потім відвідав Лисимахію для зустрічі з царем Антіохом III.
У 189–188 роках до н. е. входив до складу десяти легатів, спрямованих для надання допомоги Гнею Манлію Вульсону при укладенні договору з царем Антіохом III Селевкидом і організації справ у Малій Азії. Подальша доля невідома.
Володів гарними здібностями красномовця і вважався суперником Катона.